# 687
687 (DCLXXXVII) var ett normalår som började en tisdag i den julianska kalendern.

## Händelser

### September
- 21 september – När påven Konon avlider utses Theodorus till motpåve.

### December
- 15 december – Sedan Konon har avlidit den 21 september väljs Sergius I till påve, samtidigt som motpåven Theodorus blir avsatt.[1]

### Okänt datum
- Pippin, den andre med det namnet, övertager som rikshovmästare ledningen av frankernas rike.

## Födda
- Wei Jiansu, kinesisk kansler.

## Avlidna
- 21 september – Konon, påve sedan 686.